# Toni Lopes
Antônio Lopes de Oliveira Neto (Jundiaí, 3 de abril de 1953 - 5 de maio de 2003), de nome artístico Toni Lopes, foi um ator brasileiro, mais conhecido por ter protagonizado durante 11 anos as propagandas do banco Bamerindus.

## Carreira
Atuava no teatro desde os 15 anos. No cinema participou dos curta-metragens Aurora (1986) e Dov'e Meneghetti? (1989), porém ficou nacionalmente conhecido como o gordo barbudo e bonachão do extinto banco Bamerindus.
Indicado pelo diretor Andrés Bukowinski, que o conheceu como figurante de um comercial da Mesbla, Toni se tornou garoto-propaganda do banco em 1987 divulgando a "Conta Remunerada", um produto considerado inovador na época. A partir daí apareceu em mais de 70 comerciais da marca, sempre terminando as propagandas com o bordão "...esse Bamerindus".
Com o fim do Bamerindus, incorporado pelo HSBC em 1997, a imagem de Toni permaneceu tão associada a um bom relacionamento cliente-bancário que foi contratado para as campanhas do Banco do Brasil, função que exerceu até 1998.
Faleceu em 2003, aos 50 anos, praticamente esquecido pela mídia.

### Cinema
- 1989 - Dov'e Meneghetti?
- 1986 - Aurora
- 1995 - Yemanján tyttäret

### Televisão
- 1989 - Colônia Cecília (Rede Bandeirantes)